# Olof Söderdahl
Olof Söderdahl var en svensk snickare verksam i mitten av 1700-talet.
Det finns få uppgifter om Söderdahl bevarade men man vet via dokument att han 1741 förändrade predikstolen i Ekeby kyrka på Gotland och att han samma år utförde en av krönkartuscherna på predikstolstaket. Tillsammans med skulptören Westman utförde han en altarpredikstol till Yttergrans kyrka.